# Histoire de l'Albanie pendant la Seconde Guerre mondiale
Théâtre européen, méditerranéen et moyen-oriental de la Seconde Guerre mondiale

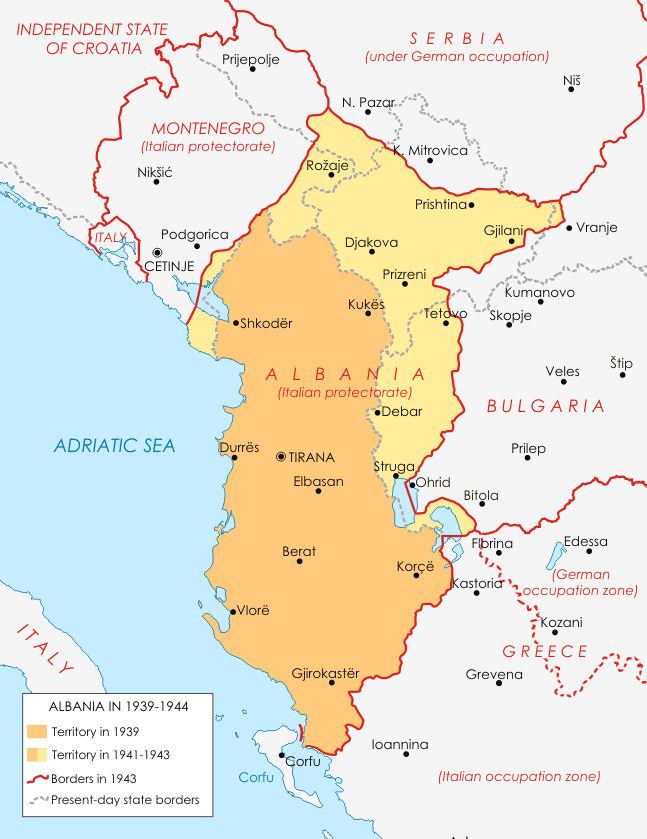
Carte de l'Albanie pendant la Seconde Guerre mondiale.

L'Histoire de l'Albanie pendant la Seconde Guerre mondiale débute par l'invasion du pays par l'Italie en avril 1939. L'Italie fasciste érigea le pays en tant qu'état protectorat ou marionnette. La résistance fut en grande partie menée par des groupes communistes contre l'occupant italien (jusqu'en 1943) puis contre l'occupant allemand. D'abord indépendants, les groupes communistes s'unirent au début de 1942, conduisant finalement à la libération du pays en 1944 ;  celui-ci fut le seul en Europe à s'être libéré des forces de l'Axe sans l'aide d'un autre pays.

## Invasion italienne

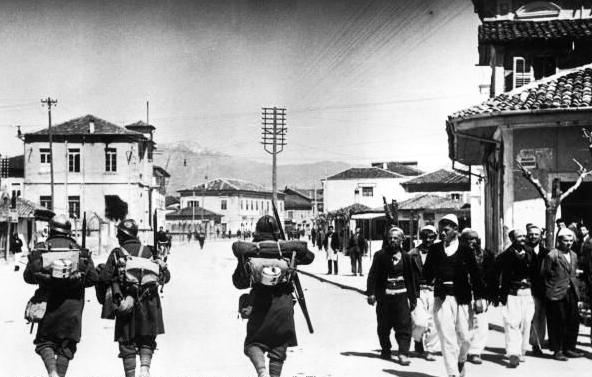
Soldats albanais le 12 avril 1939 (lieu non identifié).

Alors que l'Allemagne annexait l'Autriche et se déplaçait contre la Tchécoslovaquie, l'Italie se voyait devenir un membre de second ordre de l'Axe. Après l'invasion de la Tchécoslovaquie par Hitler sans en avertir Mussolini à l'avance, le dictateur italien décida au début de 1939 de mener sa propre annexion de l'Albanie. Le roi italien Victor Emmanuel III critiqua le projet de conquête de ce pays comme une prise de risque inutile. Rome, cependant, lança à Tirana un ultimatum le 25 mars 1939, exigeant une adhésion à l'occupation italienne de l'Albanie. Le roi Zog Ier refusa une proposition d'argent en échange d'une prise de contrôle aboutissant à une colonisation italienne complètes de l'Albanie. Conséquence, le 7 avril 1939, les troupes de Mussolini, dirigées par le général Alfredo Guzzoni, envahirent l'Albanie en attaquant simultanément tous les ports albanais. 65 unités furent déployés à Saranda, 40 à Valone, 38 à Duraz, 28 à Shëngjin et 8 autres à Bishti i Pallës. Les plans italiens originaux pour l'invasion prévoyaient jusqu'à 50 000 hommes appuyés par 137 unités navales et 400 avions. Finalement, la force d'invasion passa à 100 000 hommes appuyés par 600 avions.
À Duraz, une force de seulement 360 Albanais, pour la plupart des gendarmes et des citadins, dirigée par Abaz Kupi, le commandant de la gendarmerie de la ville, et Mujo Ulqinaku, un officier de la marine, tenta d'arrêter l'avancée italienne. Équipés uniquement d'armes légères et de trois mitrailleuses, ils réussirent à tenir les Italiens à distance pendant plusieurs heures jusqu'au déploiement de nombreux chars rapides déchargés des navires italiens. Après ce revers, la résistance commença à s'effondrer et en moins de cinq heures, les troupes italiennes prirent la ville. À 13 h 30 le premier jour, tous les ports albanais étaient aux mains des Italiens.
Refusant le joug italien, le roi Zog et sa femme, la reine Géraldine Apponyi, fuirent en Grèce puis à Londres avec leur fils en bas âge. Le 12 avril, le parlement albanais vota pour l'union du pays à l'Italie, citant une « union personnelle » en offrant la couronne albanaise à Victor Emmanuel III, ainsi que la destitution du roi Zog. Les Italiens mirent en place un gouvernement fasciste sous Shefqet Verlaci tout en absorbant rapidement le service militaire et diplomatique de l'Albanie dans l'Italie. Le 15 avril 1939, l'Albanie se retira de la Société des Nations, suivant le chemin de l'Italie ayant démissionné en 1937. Le 3 juin 1939, le ministère albanais des Affaires étrangères fusionna avec le ministère italien des Affaires étrangères. L'armée albanaise fut placée sous commandement italien avant d'officiellement fusionner avec l'armée italienne en 1940. De plus, les chemises noires italiennes formèrent quatre légions de la milice albanaise, initialement recrutées parmi les colons italiens vivant en Albanie, mais plus tard parmi les Albanais de souche.
Lors de l'invasion, Galeazzo Ciano espérait renforcer une impression de bienveillance avec un certain nombre de gestes initiaux visant davantage les relations publiques que de s'attaquer à l'un des problèmes sociaux et économiques profonds de l'Albanie. L'une de ces premières initiatives fut la distribution de nourriture et de vêtements dans certaines des zones pauvres du pays et la libération des prisonniers politiques. Il distribua personnellement 190 000 francs-or aux nécessiteux des villes de Tirana, Scutari, Valone, Gjirokastër, Saranda, Koritza et Kukës. Ce geste visant les pauvres fut accueilli avec bienveillance par la population, en contournant la bureaucratie habituelle. Les Italiens contribuèrent énormément à la construction d'infrastructures, à l'agriculture et à l'exploration du chrome et des hydrocarbures dont l'Albanie disposait grandement. Les Italiens espéraient que des investissements massifs en Albanie apporteraient des avantages à la fois économiques et politiques. Malgré une économie intérieure faible, Mussolini garantit aux Albanais la somme de 22 millions de livres sur cinq ans pour le développement économique, bien plus que les 8,2 millions que Rome avait dépensés depuis le début des années 1920. Les premiers rapports sur l'activité italienne étaient plutôt favorables. Ruth Mitchell commenta à la fin d'avril 1939 : « Quelle grande amélioration il y a déjà dans la condition du peuple. L'atmosphère et le moral étaient plus vifs et plus entreprenants ; maintenant au moins il y a de l'espoir. » Même le ministre allemand Eberhard von Pannwitz, perpétuellement critique des Italiens, commenta favorablement le tempo italien, qu'il assimile au rythme en Autriche après l'Anschluss. Les nouveaux projets de construction apportèrent d'importants capitaux tout en employant de nombreux Albanais. Le gouvernement lâcha du lest en laissant les Italiens occuper des postes techniques dans la fonction publique albanaise et autorisa les colons italiens à entrer en Albanie. Cela affectera largement l'attitude des Albanais envers les envahisseurs italiens et les habitants les accueillirent avec plus de respect et de sympathie.

## État fantoche italien
En dépit de la protection de longue date de l'Albanie et de l'alliance avec l'Italie, le 7 avril 1939, les troupes italiennes envahirent l'Albanie cinq mois avant le début de la Seconde Guerre mondiale. La résistance armée albanaise s'avéra inefficace contre les Italiens et, après une courte défense, le pays fut occupé. Le 9 avril 1939, le roi albanais, Zog Ier, fuit en Grèce.
Dans l'objectif de gagner le soutien des Albanais pour la domination italienne, Ciano et le régime fasciste ont encouragé l'irrédentisme albanais dans les directions du Kosovo et de la Chamerie. Malgré les assurances du gouverneur italien Francesco Jacomoni du soutien albanais en vue de la « libération » promise de la Chamerie, l'enthousiasme des citoyens pour la guerre manquait clairement. Les quelques unités albanaises levées pour combattre pendant les développements de la guerre italo-grecque (1940–1941) aux côtés de l'armée italienne la plupart du temps « ont déserté ou ont fui en masse ». Des agents albanais recrutés avant la guerre auraient opéré derrière les lignes grecques et commis des actes de sabotage, mais ceux-ci étaient peu nombreux. Le soutien vis-à-vis des Grecs, bien que de nature limitée, vint principalement des populations grecques locales ayant chaleureusement accueilli l'arrivée des forces grecques dans les districts du sud.

## Résistance communiste et nationaliste

### Origine du communisme
Face à une société agraire et majoritairement musulmane surveillée par la police de sécurité du roi Zog, le mouvement communiste albanais attira peu d'adhérents dans l'entre-deux-guerres. En fait, le pays n'avait pas de parti communiste à part entière avant la Seconde Guerre mondiale. Après la fuite de Fan Noli en 1924 en Italie et plus tard aux États-Unis, plusieurs de ses protégés de gauche émigrèrent à Moscou, où ils s'affilièrent à la Confédération des partis communistes des Balkans et à travers elle l'Internationale communiste (Comintern), l'association du parti communiste international parrainée par les Soviétiques. En 1930, le Comintern envoya Ali Kelmendi en Albanie pour organiser des cellules communistes. Cependant, l'Albanie n'avait pas de classe ouvrière sur laquelle les communistes pouvaient compter pour leur soutien, et le marxisme ne s'adressait qu'à un petit nombre d'intellectuels querelleurs, éduqués en Occident, pour la plupart tosques, et aux paysans sans terre, aux mineurs et à d'autres personnes mécontentes des structures sociales et économiques obsolètes de l'Albanie. Paris devint la plaque tournante des communistes albanais jusqu'aux déportations nazies, épuisant leurs rangs après la chute de la France en 1940.

### Les premières années d'Enver Hoxha et Mehmet Shehu

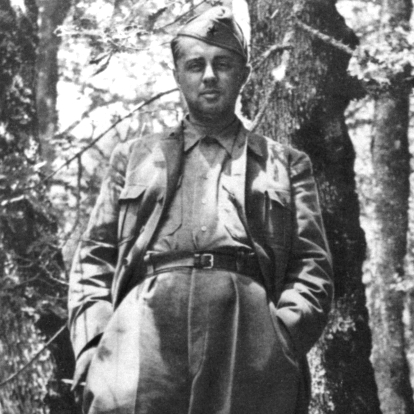
Enver Hoxha en tant que partisan.

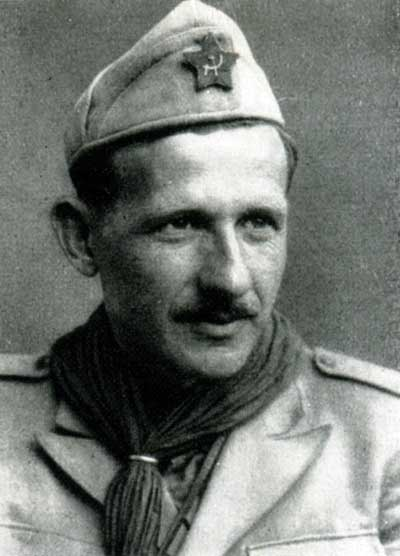
Mehmet Shehu en tant que partisan.

Enver Hoxha et un vétéran de la guerre civile espagnole, Mehmet Shehu, devinrent finalement les personnages les plus puissants d'Albanie pendant des décennies après la guerre. Figure dominante de l'histoire moderne de l'Albanie, Enver Hoxha sortit de l'obscurité pour diriger son peuple plus longtemps que tout autre dirigeant. Né en 1908 d'un propriétaire terrien tosque de Gjirokastër qui est retourné en Albanie après avoir travaillé aux États-Unis, Hoxha fréquenta la meilleure école préparatoire à l'université du pays, le lycée national de Koritza. En 1930, il fréquenta l'université de Montpellier en France, mais perdit une bourse d'État albanaise pour avoir négligé ses études. Il déménagea ensuite à Paris et à Bruxelles. De retour en Albanie en 1936 sans avoir obtenu de diplôme, il enseigna le français pendant des années dans son ancien lycée et participa à une cellule communiste à Koritza. Il rejoignit ensuite Tirana et, lors de la fondation du Parti communiste en novembre 1941, il fut nommé secrétaire général du parti, poste qu'il conserva jusqu'à sa mort en 1985.

Shehu, également tosque, étudia à l'école professionnelle américaine de Tirana. Il étudia dans un collège militaire à Naples mais fut expulsé pour ses activités politiques de gauche. En Espagne, Shehu combattit dans la Brigade internationale Garibaldi et devint commandant d'un des bataillons de la brigade. Une fois le conflit espagnol terminé, il fut capturé et interné en France, retournant en Albanie en 1942 où il devint rapidement une figure de premier plan. Pendant le conflit, il se forgea une réputation pour ses capacités de commandement auprès des partisans. Dans ses mémoires publiés en 1984, le directeur britannique des opérations spéciales, David Smiley, écrivait : 

« Mehmet Shehu était un homme de 30 ans, petit, nerveux et sombre au visage d'hirondelle, qui souriait rarement sauf face aux malheurs des autres. Il parlait bien l'anglais et avait beaucoup plus de connaissances militaires que la plupart des autres Albanais... Il s'était forgé une réputation de bravoure, de courage, tout en ayant un caractère impitoyable et d'une grande cruauté — s'étant vanté d'avoir personnellement coupé la gorge à soixante-dix carabiniers italiens qui avaient été faits prisonniers. Je m'entendis d'abord avec lui, car en tant que soldats, nous avions quelque chose en commun ; mais il ne fit pas grand-chose pour cacher son aversion pour tout ce qui était britannique, et mes relations avec lui se détériorèrent,. »

### Début des partis communistes et fascistes albanais et du mouvement de libération nationale

Drapeau de l'organisation LNÇ (souvent arboré sans étoile).

Après l'invasion de l'Albanie par l'Italie en avril 1939, 100 000 soldats italiens et 11 000 colons italiens s'installèrent dans le pays. Initialement, le Parti fasciste albanais reçut le soutien de la population, principalement en raison de l'unification du Kosovo et d'autres territoires albanais peuplés avec l'Albanie proprement dite après la conquête de la Yougoslavie et de la Grèce par l'Axe au printemps 1941. Benito Mussolini se vantait en mai 1941 face à un groupe de fascistes albanais d'avoir réalisé la Grande Albanie voulue depuis longtemps par les nationalistes de Tirana. Le Parti fasciste albanais de Tefik Mborja reçut un fort soutien de la population du pays après l'annexion du Kosovo par l'Albanie.
Plusieurs groupes dirigés par Baba Faja Martaneshi, l'ancien officier de gendarmerie Gani bej Kryeziu, le communiste Mustafa Gjinishi et le politicien de droite Muharrem Bajraktari. Une tentative d'unir ces groupes en une seule organisation fut entreprise par le major Abaz Kupi, désormais politicien démocratique, qui créa une organisation clandestine appelée Front de l'unité. Ce front, qui augmenta en nombre en quelques mois, fut écrasé en avril 1941 après la défaite de la Yougoslavie et de la Grèce. Certains de ses membres passèrent dans le camp collaborationniste, certains furent arrêtés et d'autres fuirent vers les montagnes. La guerre cessa pendant un moment.
En novembre 1941, les petits groupes communistes albanais créèrent à Tirana un parti communiste albanais de 130 membres sous la direction de Hoxha et d'un comité central de onze membres. Initialement, le parti eut peu d'attrait de masse, son organisation de jeunesse rencontrant également des difficultés à recruter.

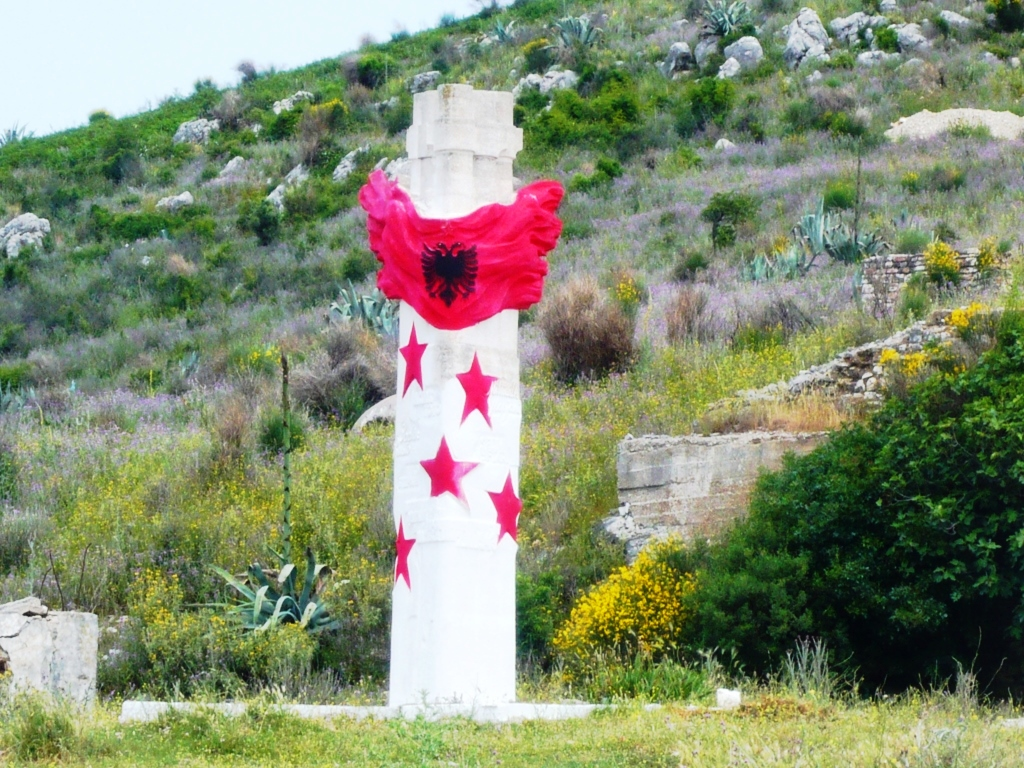
Lapidar commémorant les forces partisanes dans le sud-est de l'Albanie.

La résistance en Albanie devint active après les défaites des forces italiennes dans la guerre avec la Grèce, qui débuta le 28 octobre 1940. À l'origine, le slogan de la construction de la « Grande Albanie », dans laquelle les Italiens promettaient d'incorporer une partie substantielle de l'Épire grecque, permettait aux autorités collaborationnistes de mobiliser plusieurs milliers de volontaires pour l'armée (en plus des troupes régulières). L'effondrement de l'offensive italienne en Grèce provoqua une crise parmi les troupes régulières, qui refusèrent de participer à d'autres combats, ainsi que dans les unités de volontaires, qui se dispersèrent ; des soldats fuirent dans les montagnes. Finalement, le nombre de groupes de combat et de détachements partisans, renforcés par des déserteurs de l'armée, passa de plusieurs dizaines à plus de 3 000 hommes. En novembre, dans la ville de Lezhë, près du port de Shengjin sur la côte adriatique, des soldats refusant de continuer à servir dans des unités italiennes s'affrontèrent face à une expédition punitive italienne, en tuant 19 et blessant grièvement 30 Italiens, avant de se retirer dans les montagnes. Le même mois, un détachement partisan tendit une embuscade à une colonne de transport italienne en transit vers Gjirokastër. Plusieurs Italiens furent tués. Le 17 mai 1941, à Tirana, un jeune homme du nom de Vasil Laçi (en) tenta d'assassiner le roi Victor Emmanuel III en lui tirant dessus. Cependant, son objectif échoua et il fut exécuté peu de temps après.
Cependant à la mi-1942, le Parti appela les jeunes à se battre pour la libération de leur pays de l'Italie. La propagande augmenta le nombre de nouvelles recrues de nombreux jeunes avides de liberté. En septembre 1942, le parti organisa une organisation de front populaire lors de la conférence de Peza, le Mouvement de libération nationale (Lëvizje nacionalçlirimtare en albanais, LNÇ), à partir d'un certain nombre de groupes de résistance, dont plusieurs qui étaient fortement anticommunistes. Pendant la guerre, les partisans dominés par les communistes du LNÇ, sous la forme de l'Armée de libération nationale, ignorèrent les avertissements des occupants italiens selon lesquels il y aurait des représailles pour les attaques de la guérilla. Les chefs partisans, au contraire, comptaient utiliser le désir de vengeance que de telles représailles susciteraient pour gagner des recrues.

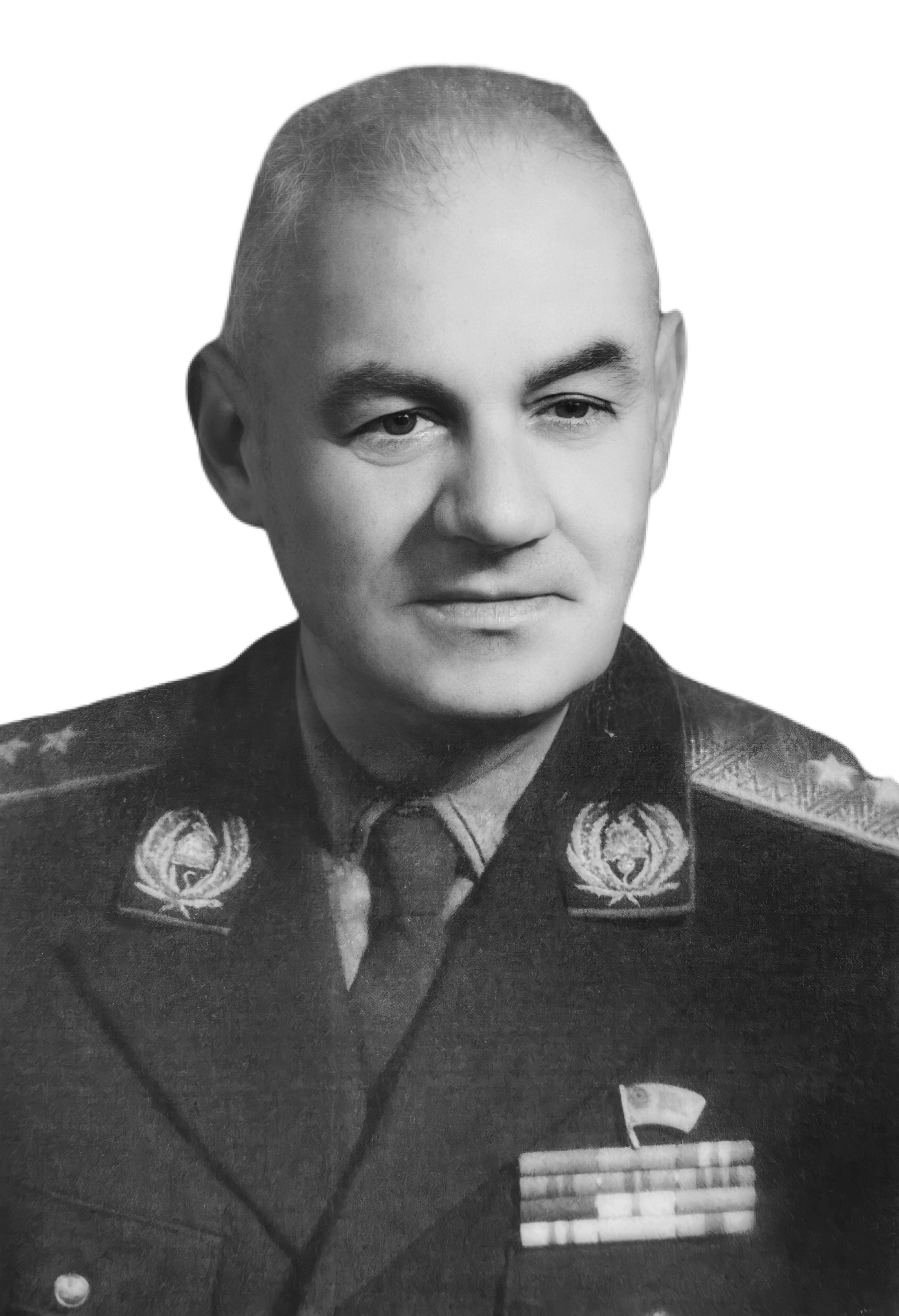
Le général de division Spiro Moisiu en tant que chef militaire du LNÇ.

Les 17 et 22 février 1943, eut lieu dans le village de Labinot la première conférence nationale des partisans. L'estimation de la situation politique et militaire du pays mit en évidence la nécessité de créer une armée de libération nationale homogène. Une décision concernant les tactiques de guerre fut également prise ; recommandant que les commandants d'unités devront mener des actions avec des forces plus importantes. Le 17 mai, douze détachements partisans sous commandement homogène menèrent une attaque contre la garnison italienne de Leskoviku, qui protégeait un important carrefour routier. Les partisans encerclèrent la ville dans un cercle serré et entreprirent l'offensive. Plus de 1 000 Italiens détenaient alors la ville et la bataille dura trois jours. Le commandant de la garnison avait demandé un appui aérien, mais avant l'arrivée du soutien, les partisans s'emparèrent de la ville. Les Italiens perdirent plusieurs centaines de soldats et des quantités considérables d'armes et de matériel. Fin juin, les Italiens lancèrent une expédition punitive contre des partisans dans la région de Mallakastra et Tepelena. Deux mille partisans prirent des positions défensives sur les cols de montagne. Lors du premier affrontement, les Italiens furent repoussés, avant de reprendre l'action le 14 juillet avec des chars, de l'artillerie et des avions. Après quatre jours de combats, les partisans subirent de lourdes pertes, les obligeant à se replier dans les parties plus élevées des montagnes. En général, de mai à juillet, les Italiens perdirent des milliers d'hommes et beaucoup furent blessés.
Après mars 1943, le LNÇ forma ses premier et deuxième bataillons réguliers, qui devinrent ensuite des brigades afin d'opérer avec des unités plus petites et irrégulières existantes. La résistance à l'occupation augmenta rapidement à mesure que des signes de faiblesse italienne se faisaient jour. À la fin de 1942, les forces de guérilla ne dépassait pas 8 000 à 10 000 hommes. À l'été 1943, lorsque l'effort italien s'effondra, la quasi-totalité des zones montagneuses étaient contrôlés par des unités de résistance.
Le LNÇ créa officiellement l'Armée de libération nationale en juillet 1943 en nommant Spiro Moisiu comme chef militaire et Enver Hoxha comme officier politique. 20 000 soldats réguliers et guérilleros étaient déployés sur le terrain à ce moment-là. Cependant, les activités militaires de l'Armée en 1943 étaient dirigées autant contre les opposants politiques nationaux du parti, y compris les partis libéraux, nationalistes et monarchistes d'avant-guerre, que contre les forces d'occupation.

### Résistance nationaliste

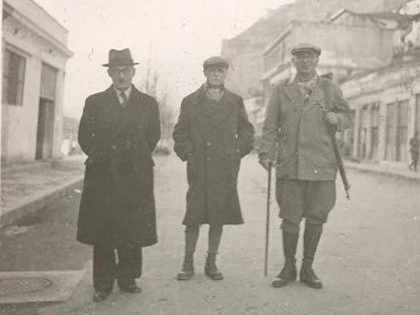
Les dirigeants du parti Balli Kombëtar Ali Këlcyra, Mit'hat Frashëri, Thoma Orollogaj (de gauche à droite) à Berat.

Une résistance nationaliste aux occupants italiens émergea en octobre 1942. Ali Këlcyra et Mit'hat Frashëri formèrent le Balli Kombëtar (Front national) orienté vers l'ouest et anticommuniste. Ce mouvement recruta des partisans à la fois parmi les grands propriétaires terriens et la paysannerie. Ils ont soutenu la création de la Grande Albanie par les Italiens et appelé à la création d'une république et à l'introduction de réformes économiques et sociales, s'opposant au retour du roi Zog. Leurs dirigeants ont cependant agi de manière conservatrice, craignant que les occupants n'exercent des représailles à leur encontre ou ne confisquent les domaines des propriétaires terriens. Les chefs nationalistes Guègues et les propriétaires terriens Tosques se réconcilièrent souvent avec les Italiens, et plus tard les Allemands, pour empêcher la perte de leur richesse et de leur pouvoir. Les Balli Kombëtar, qui avaient combattu les Italiens, étaient menacés par les forces supérieures du LNÇ et des Partisans yougoslaves, qui étaient soutenus par les Alliés.

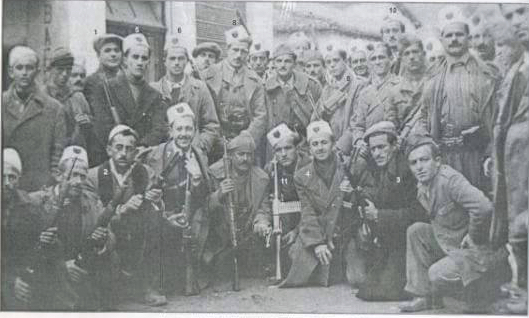
Les forces Balli Kombëtar à Debar.

Parmi les commandants éminents du parti Balli Kombëtar se trouvaient Safet Butka et Hysni Lepenica . Butka avait été interné en Italie pendant deux ans jusqu'à sa libération en août 1942 et autorisé à retourner en Albanie. Il rejoignit ensuite la montagne où il devint un leader exceptionnel du mouvement Balli Kombëtar dans la région de Koritza. Le noyau de son groupe de guérilla était composé de 70 combattants aguerris et très expérimentés qui, en cas d'urgence, pouvaient atteindre un millier d'hommes. Le groupe Butka avait apporté une aide précieuse aux combattants de Valone et récupéré des dépôts militaires des villages de Dardhe, Suli, Graçan, Progri, Pleshishti et Verbinj toute la production agricole (maïs, tabac, laine, etc.) que les Italiens avaient réquisitionné et restitué à ses propriétaires. Ses forces attaquèrent des Italiens sur Floq en janvier 1943, Vithkuq en mars 1943.

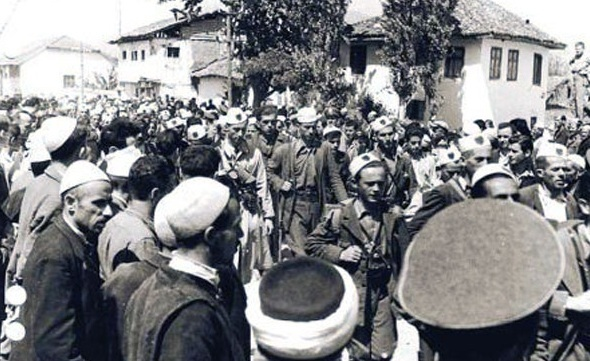
Les forces Balli Kombëtar entrant à Prizren 1944.

Les combats qui ont eu lieu avec le commandant général Hysni Lepenica en août 1942 à Dukat, Mavrovo, Vadicë, Drashovicë et Llakatund avec l'aide de l'aviation alliée ont abouti à la victoire. Après la capitulation italienne, les communistes et les balistes ont demandé la reddition de toutes les forces italiennes restantes en paix. Cependant Hysni Lepenica instruit par le Comité central du Front national, se rendit à Gërhot où se trouvait la division italienne Ferrara pour prendre leurs armes comme convenu avec le général de division, mais après l'intervention de Tilman, le général de division attaqua le groupe de Lepenica. Lors de la bataille de Gjorm, qui se solda par une victoire décisive des Albanais et la mort du colonel italien Franco Clementi, Lepenica se suicida en apprenant que des affrontements entre les communistes et les balistes avaient commencé. À l'automne 1943, l'Allemagne nazie occupa toute l'Albanie après la défaite de l'Italie. Craignant des représailles de forces plus importantes, le Balli Kombëtar passa un accord avec les Allemands en formant un « gouvernement neutre » à Tirana où le parti poursuivi sa guerre avec le LNÇ et les partisans yougoslaves,.
Le parti Balli Kombëtar était également actif au Kosovo et en Macédoine. Leurs forces étaient principalement concentrées à Kosovska Mitrovica, Drenica et Tetovo. Cependant, il s'avérera que leurs membres dans ces régions étaient plus agressifs que les Ballistes d'Albanie. Avec les Allemands chassés par les partisans yougoslaves et les communistes albanais réclamant la victoire en Albanie, le dirigeant yougoslave Josip Broz Tito ordonna la collecte d'armes au Kosovo et l'arrestation d'éminents Albanais. Cela fut reçu avec dissonance de la part des Albanais ; combiné avec les passions ressenties au sujet du Kosovo, ce qui mena à une insurrection. Le 2 décembre 1944, les Ballistes de la région de Drenica attaquèrent le complexe minier de Trepča et d'autres cibles. De même à Kičevo, Gostivar et Tetovo, les Ballistes restants essayèrent de garder le contrôle de la région après l'annonce de la victoire des partisans yougoslaves. L'insurrection fut ensuite écrasée et les dirigeants Ballistes emprisonnés, exilés ou tués en raison de leur coopération avec les nazis. Ils furent également actifs au Monténégro et au Sandžak pour combattre les Tchetniks de la région.

### Entre capitulation italienne et occupation allemande
Avec le renversement du régime fasciste de Benito Mussolini et la capitulation de l'Italie en 1943, les autorités militaires et policières italiennes en Albanie furent dissoutes. Cinq divisions italiennes furent désarmées par les Allemands, mais de nombreux soldats italiens échappèrent à la capture et affluèrent vers les forces de guérilla ; la sixième division italienne en Albanie (41e division d’infanterie Firenze) passa en Résistance. Les communistes prirent le contrôle de la plupart des villes du sud de l'Albanie, à l'exception de Valone, bastion du Balli Kombëtar, et les nationalistes attachés au LNÇ prirent le contrôle d'une grande partie du nord.
Les agents britanniques travaillant en Albanie pendant la guerre alimentèrent les combattants de la résistance albanaise avec de fausses informations selon lesquelles les Alliés préparaient une invasion majeure des Balkans et exhortèrent les groupes albanais disparates à unir leurs efforts. En août 1943, les Alliés convainquent les dirigeants communistes et Balli Kombëtar de signer l'Accord de Mukje qui coordonnerait leurs opérations de guérilla. Cependant, les deux groupes mirent finalement fin à toute collaboration en raison d'un désaccord sur le statut d'après-guerre du Kosovo. Les communistes soutiennent le retour de la région à la Yougoslavie après la guerre dans l'espoir que Tito céderait pacifiquement le Kosovo à l'Albanie, tandis que le parti nationaliste Balli Kombëtar préconisa le maintien de la province.

#### Accord de Mukje

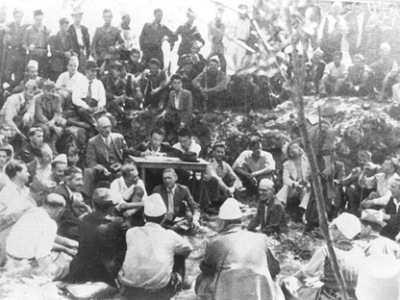
Communistes et balistes s'entretiennent lors de l'accord de Mukje, le 2 août 1943.

L'Accord de Mukje est un traité signé début août 1943 dans le village albanais du même nom entre les nationalistes du Balli Kombétar et le Mouvement communiste de libération nationale. Les deux forces auraient collaboré ensemble pour combattre le contrôle de l'Italie sur l'Albanie. Cependant, un différend surgit concernant le statut du Kosovo. Alors que le Balli Kombetar proposait de lutter pour l'intégration des Kosovo en Albanie, les représentants communistes s'y opposèrent farouchement. Le Balli Kombetar qualifia les partisans de traîtres de l'Albanie en les appelant souvent « les chiens de Tito» tandis que les partisans accusèrent le parti de collaborer avec les puissances de l'Axe, déclenchant ainsi une guerre entre les deux oppositions qui durera un an.

### Occupation allemande

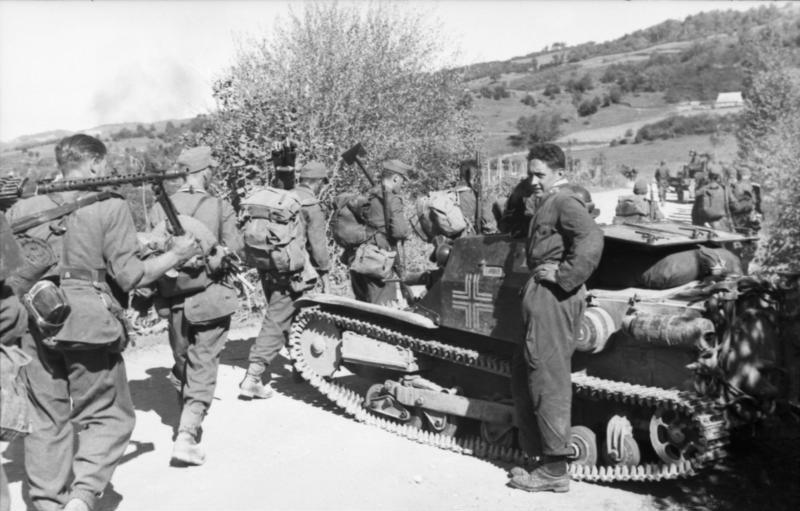
Soldats allemands en Albanie.

En prévision d'une telle invasion, la Wehrmacht élabora une série de plans militaires d'action contre les possessions italiennes dans les Balkans sous le nom de code Konstantin. Afin d'y parvenir avec succès, des unités de la section II du renseignement militaire allemand (Abwehr) furent envoyées à Mitrovica (aujourd'hui le Kosovo) en avril 1943 pour tenter de gagner une certaine influence parmi le nombre croissant d'Albanais mécontents des Italiens. Plus directement encore, en juillet et août 1943, l'armée allemande occupa les aéroports et les ports albanais, prétendument pour protéger l'Albanie italienne d'une éventuelle invasion alliée. À la mi-août, environ six mille soldats allemands étaient déployés en Albanie. Ceux-ci prévoyaient de construire une Albanie neutre indépendante contrôlée par un gouvernement allié des Allemands. Après la rupture de l'Accord de Mukje par les partisans albanais, la guerre éclata entre les partisans albanais (qui étaient soutenus par les partisans yougoslaves, eux-mêmes soutenus par les Alliés) et le Balli Kombëtar. Après la capitulation des forces italiennes le 8 septembre 1943, les troupes allemandes occupèrent rapidement l'Albanie avec deux divisions. Les Allemands formèrent un « gouvernement neutre » à Tirana avec le Balli Kombëtar.

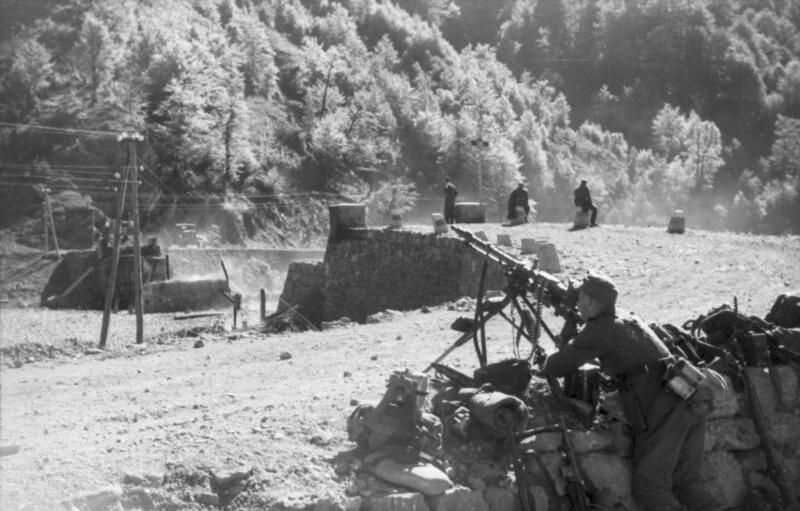
Point de contrôle allemand en Albanie centrale, septembre 1943.

Les Allemands étaient déterminés à mettre en place une administration autonome et s'efforçaient de persuader les dirigeants albanais de former un gouvernement pour prendre en charge l'administration du pays eux-mêmes. Beaucoup hésitèrent, en particulier lorsque des rumeurs se répandirent selon lesquelles les forces britanniques préparaient une invasion de l'Albanie. Cependant, les dirigeants albanais du Kosovo, réalisant qu'une défaite allemande signifierait un retour à la domination yougoslave, étaient plus disposés à coopérer. Le 14 septembre 1943, un gouvernement albanais est alors mis en place avec Cafo Beg Ulqini (en), Ibrahim Biçakçiu, Bedri Pejani (en) et Xhafer Deva. L'Assemblée nationale, composée de 243 membres, commença à fonctionner le 16 octobre 1943, en élisant un Haut Conseil de Régence de quatre membres (Këshilli i Lartë i Regjencës) afin de gouverner le pays. Le nouveau gouvernement, promettant d'adopter une position de neutralité dans la guerre, réussit à restaurer une bonne partie de la stabilité. Les systèmes administratifs et judiciaires fonctionnèrent à nouveau et les écoles albanaises rouvrirent dans le nord et le centre de l'Albanie. Des mesures furent également prises pour mettre en œuvre une réforme agraire.
Après la formation du gouvernement neutre, les forces Ballist, en collaboration avec les Allemands, ont combattu abondamment les communistes. Le Balli Kombëtar captura notamment Struga, en Macédoine, après avoir vaincu la garnison partisane.
Au Kosovo et en Macédoine occidentale, alors qu'elle faisait partie de l'État indépendant d'Albanie, les forces allemandes et balistes eurent des escarmouches occasionnelles avec des partisans yougoslaves. Lorsque Maqellarë, à mi-chemin entre Debar et Peshkopi, fut repris par la cinquième brigade partisane, les Allemands (avec l'aide des forces Ballistes de Xhem Hasa) lancèrent une attaque depuis Debar, battant les partisans. Fiqri Dine, Xhem Hasa et Hysni Dema ainsi que trois majors allemands  dirigèrent des campagnes militaires contre les partisans albanais et yougoslaves.
Tirana est libérée par les partisans le 17 novembre 1944 après une bataille de 20 jours. Les partisans libérèrent entièrement l'Albanie de l'occupation allemande le 29 novembre 1944. L'Armée de libération nationale, composée en octobre 1944 de 70 000 réguliers, prit également part à la guerre aux côtés de la coalition antifasciste. Les partisans albanais ont également aidé à la libération du Kosovo et aidé les forces communistes de Tito à libérer une partie du Monténégro et du sud de la Bosnie-Herzégovine. À ce moment-là, l'armée soviétique entrait également dans la Yougoslavie voisine et l'armée allemande se retirait de la Grèce vers la Yougoslavie.

## Prise de pouvoir communiste

### Administration communiste provisoire

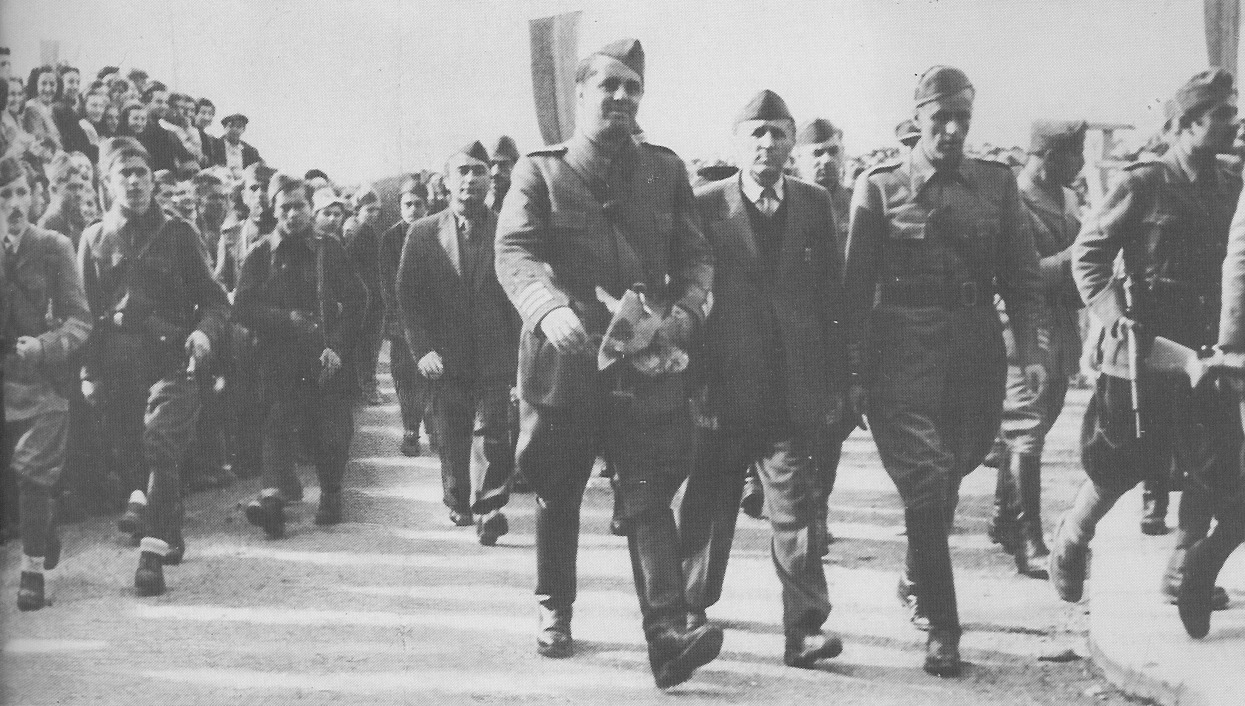
Partisans entrant à Tirana, le 28 novembre 1944.

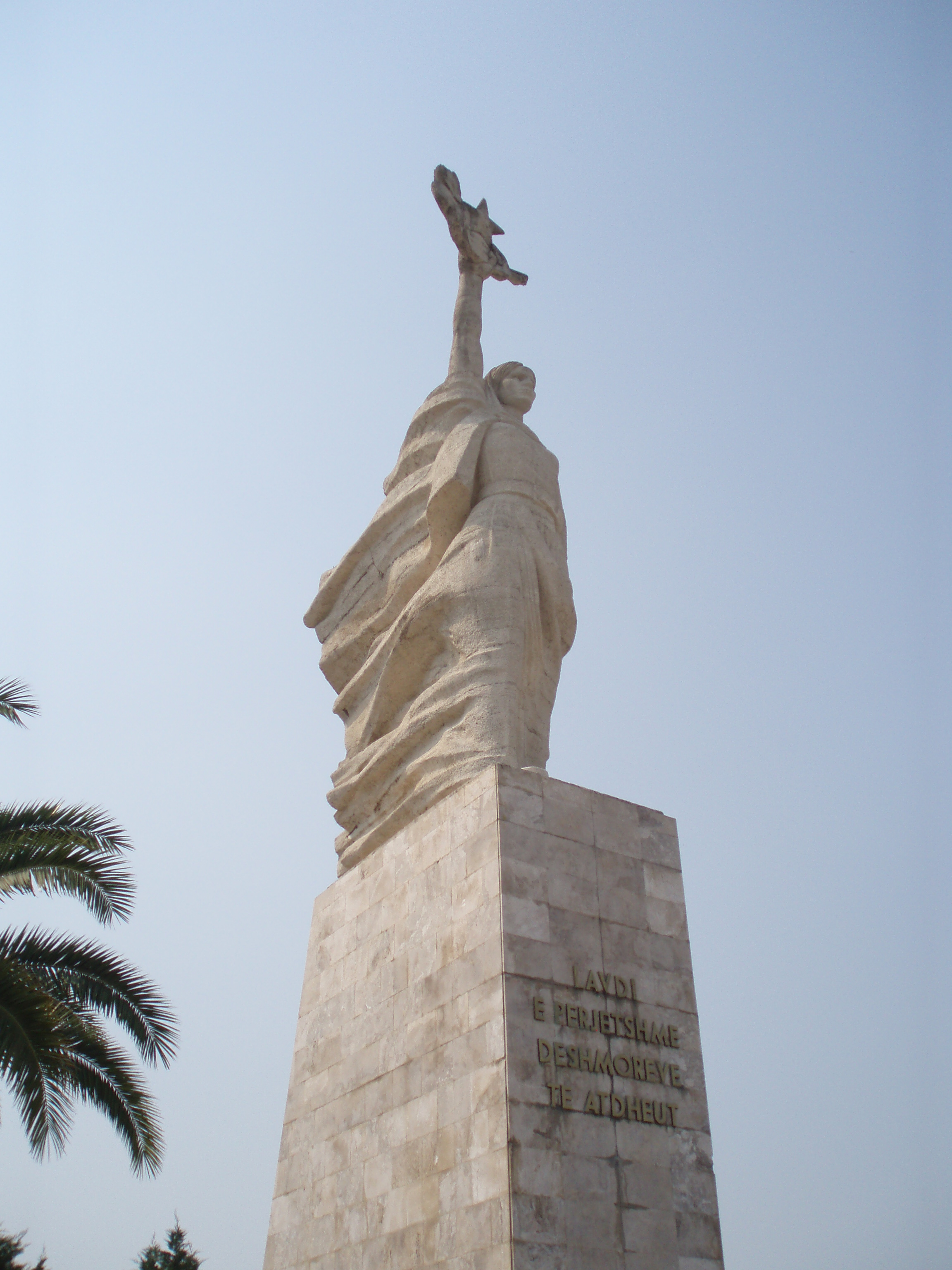
Nëna Shqipëri. Le monument et le cimetière des partisans en périphérie de la capitale albanaise Tirana.

Les partisans communistes s'étaient regroupés et avaient pris le contrôle d'une grande partie du sud de l'Albanie en janvier 1944. Cependant, ils subirent des attaques allemandes qui les chassèrent de certaines zones jusqu'en juin. Le 29 mai, ils convoquèrent les membres du Front de libération nationale (comme le mouvement s'appelait alors) au Congrès de Përmet, qui choisit un Conseil antifasciste de libération nationale pour faire fonction d'administration et de législature de l'Albanie. Hoxha devint le président du comité exécutif du conseil et le commandant suprême de l'Armée de libération nationale. Les partisans communistes vainquirent les dernières forces du Balli Kombëtar dans le sud de l'Albanie au milieu de l'été 1944 et ne rencontrèrent qu'une résistance dispersée du parti lors de leur entrée dans le centre et le nord de l'Albanie à la fin du mois de juillet. La mission militaire britannique exhorta les restes des nationalistes à ne pas s'opposer à l'avancée des communistes, et les Alliés rappelèrent leurs représentants en Italie. Ils n'évacuèrent pas les dirigeants nationalistes, bien que beaucoup choisiront la fuite.
Avant la fin novembre, le gros des troupes allemandes s'était retiré de Tirana, et les communistes en prirent le contrôle en l'attaquant. Un gouvernement provisoire, que les communistes avaient formé à Berat en octobre, administrait l'Albanie avec Enver Hoxha comme premier ministre.

## Conséquences
L'Albanie se trouvait dans une position peu enviable après la Seconde Guerre mondiale. Les liens étroits du LNÇ avec les communistes yougoslaves, qui bénéficiaient également du soutien militaire et diplomatique britannique, garantissaient que Belgrade jouerait un rôle clé dans l'ordre d'après-guerre de l'Albanie. Les Alliés n'ont jamais reconnu un gouvernement albanais en exil ou le roi Zog et n'ont soulevé la question de l'Albanie ou de ses frontières lors d'aucune des grandes conférences en temps de guerre. Il n'existe pas de statistiques fiables sur les pertes de l'Albanie en temps de guerre, mais l'Administration des Nations unies pour le secours et la reconstruction chiffra environ 30 000 Albanais morts à la guerre, 200 villages détruits, 18 000 maisons détruites et environ 100 000 personnes sans abri. Les statistiques officielles albanaises font état de pertes un peu plus élevées.
De plus, des milliers de Chams (Tsams, Albanais vivant dans le nord de la Grèce) ont été chassés de Grèce et accusés de collaboration avec les nazis.
Pendant l'occupation nazie, la plupart des Juifs d'Albanie ont été sauvés,.

## Participation étrangère
Un nombre important de citoyens étrangers ont participé à la résistance albanaise pendant la Seconde Guerre mondiale. Ils étaient composés principalement de soldats italiens souhaitant continuer la guerre contre l'Allemagne nazie, mais d'autres personnes de différentes nationalités y ont également participé.

### Participation italienne
La résistance albanaise débuta en 1940 avec de petites çetas, avant de devenir une force importante en 1942. Même pendant cette période subsistait de petits groupes de soldats italiens ayant déserté l'armée fasciste pour rejoindre les partisans albanais. Lorsque l'Italie capitula en septembre 1943, il y avait déjà quelque 122 partisans italiens dispersés dans diverses unités de l'Armée de libération nationale albanaise. À la capitulation italienne, environ 100 000 soldats italiens avaient rejoint l'Albanie, provenant des divisions Firenze, Parma, Perugia, Arezzo, Brennero et de nombreuses autres petites unités indépendantes.
De nombreuses forces italiennes se sont rendues à l'avancée de l'armée allemande. Une grande partie d'entre eux ont été envoyés dans des camps de concentration ou aux travaux forcés en Albanie au service de l'armée allemande. Les troupes nazies ont également menées plusieurs massacres d'officiers italiens, principalement de la division Perugia centrée à Gjirokastër. Son général, Ernesto Chiminello, ainsi que 150 officiers, ont été exécutés à Saranda. Quelque 32 autres officiers ont également été tués dans la région de Kuç trois jours plus tard.
Certains Italiens se sont réfugiés dans les montagnes d'Albanie, tandis qu'environ 15 000 autres se sont rendus aux partisans albanais. Certaines troupes italiennes dirigées par Arnaldo Azzi (en), ex-commandant de la division Firenze, créèrent le CITM, Comando Italiano Truppe alla Montagna (Commandement italien des troupes de montagne). Son objectif était de résister aux troupes allemandes avec l'aide des partisans albanais. Ils réussirent à créer des unités de soldats italiens sous leur commandement, mais ces troupes furent dispersées dans les mois d'octobre-novembre 1943, par l'offensive d'hiver allemande. Les officiers de ce commandement furent attachés aux missions britanniques en Albanie et finalement rapatriés en Italie en août 1944.
Cependant, quelque 2150 Italiens exprimèrent leur désir de continuer le combat dispersés parmi les unités partisanes albanaises. Quelque 472 combattants italiens furent dispersés parmi les brigades de choc partisanes. Au sein de ces unités, un groupe de 137 hommes créèrent le « bataillon Antonio Gramsci » attaché à la première brigade de choc et l'« unité Matteotti » attachée à la troisième brigade de choc. Quelque 401 étaient engagés dans la logistique et 1 277 autres étaient attachés aux commandements locaux. Au cours de la période 1943-1945, il y avait d'autres unités de combattants italiens parmi les partisans albanais, comme le 6e bataillon de la cinquième brigade de choc composé d'environ 200 Italiens.

### Déserteurs de la Wehrmacht
Une partie de la force allemande qui occupait l'Albanie était composée de recrues de la Wehrmacht de la région du Caucase. Les premiers déserteurs Allemands rejoignirent les unités partisanes albanaises à la fin de 1943 pendant l'offensive d'hiver allemande, mais leur nombre augmenta à l'été 1944 pendant l'offensive d'été allemande. Le gros des hommes provenait d'un grand flux de déserteurs de la Wehrmacht pendant la fin du conflit en Albanie de septembre à octobre 1944 alors que les forces allemandes commençaient à se retirer d'Albanie. En août 1944, une nouvelle unité fut formée dans la troisième brigade de choc à partir d'une quarantaine de déserteurs de la Wehrmacht (principalement des Arméniens et des Turkmènes). Quelque 70 autres Arméniens créèrent leur propre unité attachée à la première brigade de choc en septembre 1944. Il y avait aussi d'autres petits groupes de déserteurs de la Wehrmacht dispersés parmi les forces partisanes albanaises, composées d'Allemands, d'Autrichiens, de Français, de Tchèques et de Polonais.

### Liens alliés et assistance

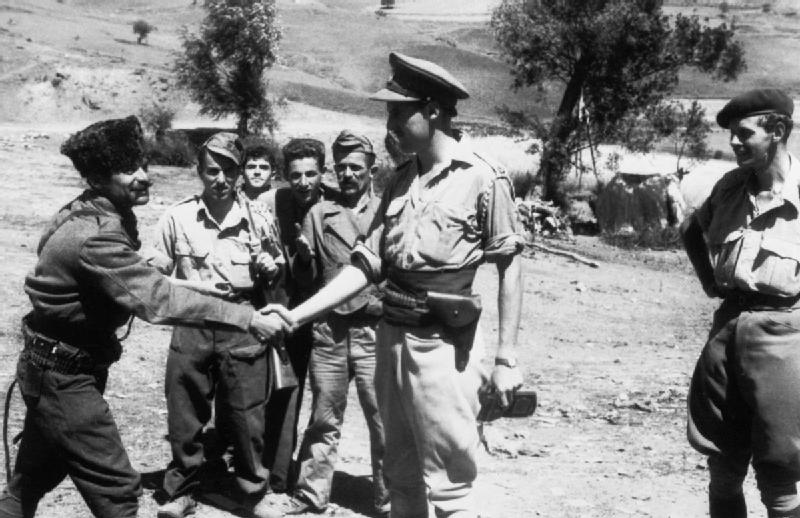
Xhelal Staraveçka serrant la main du major Billy McLean à Shtylla, en août 1943, lors de la première mission du SOE en Albanie. Derrière eux se trouvent Stilian et Stephan et, à droite, le major Peter Kemp.

Les Britanniques avaient tenté de monter des opérations de liaison en Albanie occupée par les Italiens au début de 1941, à partir de ce qui était alors la Yougoslavie neutre. Ces tentatives furent rapidement abandonnées après l'invasion italo-allemande de la Yougoslavie. Par la suite, aucune tentative ne fut faite pour contacter les groupes de résistance albanais jusqu'au 17 avril 1943, lorsque MO4, une branche de l'organisation de liaison SOE, envoya une mission commandée par le lieutenant-colonel Neil MacLean, avec le major David Smiley comme second. Plutôt que d'avancer « à l'aveugle » en Albanie, la mission fut mise en œuvre dans le nord-ouest de la Grèce, où des partis britanniques opéraient déjà avec des guérillas grecques. De là, ceux-ci se rendirent en Albanie à pied ou à dos de mulet.
Après plusieurs faux départs, la mission prit contact avec le LNÇ. La première livraison d'armes et d'équipements fut reçue le 27 juin. La majeure partie des munitions reçus lors de ce largage et des suivants furent donnés au LNÇ, qui était le groupe dominant dans le sud de l'Albanie, et ont été utilisés pour équiper la « First Partisan Brigade».
Plus tard en 1943, le SOE augmenta la taille du contingent en Albanie. Le nouveau commandant était le brigadier Edmund Frank Davies des Royal Ulster Rifles (surnommé « Trotsky » à Sandhurst en raison du « bolchevisme discipliné » dans son personnage), accompagné du lieutenant-colonel Arthur Nicholls comme chef d'état-major. MacLean et Smiley furent retirés de la nouvelle base de SOE à Bari dans le sud de l'Italie pour faire leur rapport. Bien que le LNÇ dirigé par les communistes semblât plus intéressé à assurer le pouvoir politique après la guerre qu'à combattre les Allemands, les Britanniques recommandèrent un fournissement continu du SOE au mouvement de libération nationale, tout en essayant de parvenir à un accord entre l'organisation et les autres mouvements de résistance.
En janvier 1944, les Allemands attaquèrent et envahirent le QG de la mission britannique. Le brigadier Davies fut capturé, tandis que le lieutenant-colonel Nicholls mourut d'exposition et de choc postopératoire après avoir conduit les survivants en lieu sûr.
Pendant le reste de l'année 1944, le SOE continua à approvisionner le mouvement, malgré les plaintes de MacLean et Smiley, dirigeant désormais des groupes de liaison avec le groupe d'Abaz Kupi et le Balli Kombëtar dans le nord de l'Albanie, selon lesquels le LNÇ utilisait ces armes contre leurs opposants politiques plutôt que contre les Allemands. Smiley, MacLean et Julian Amery furent évacués en Italie fin octobre. Le SOE refusa d'évacuer Abaz Kupi sur le même bateau, qui s'échappa peu après du pays avant d'être secouru par un navire de la Royal Navy dans l'Adriatique.